# Cova d'Ida

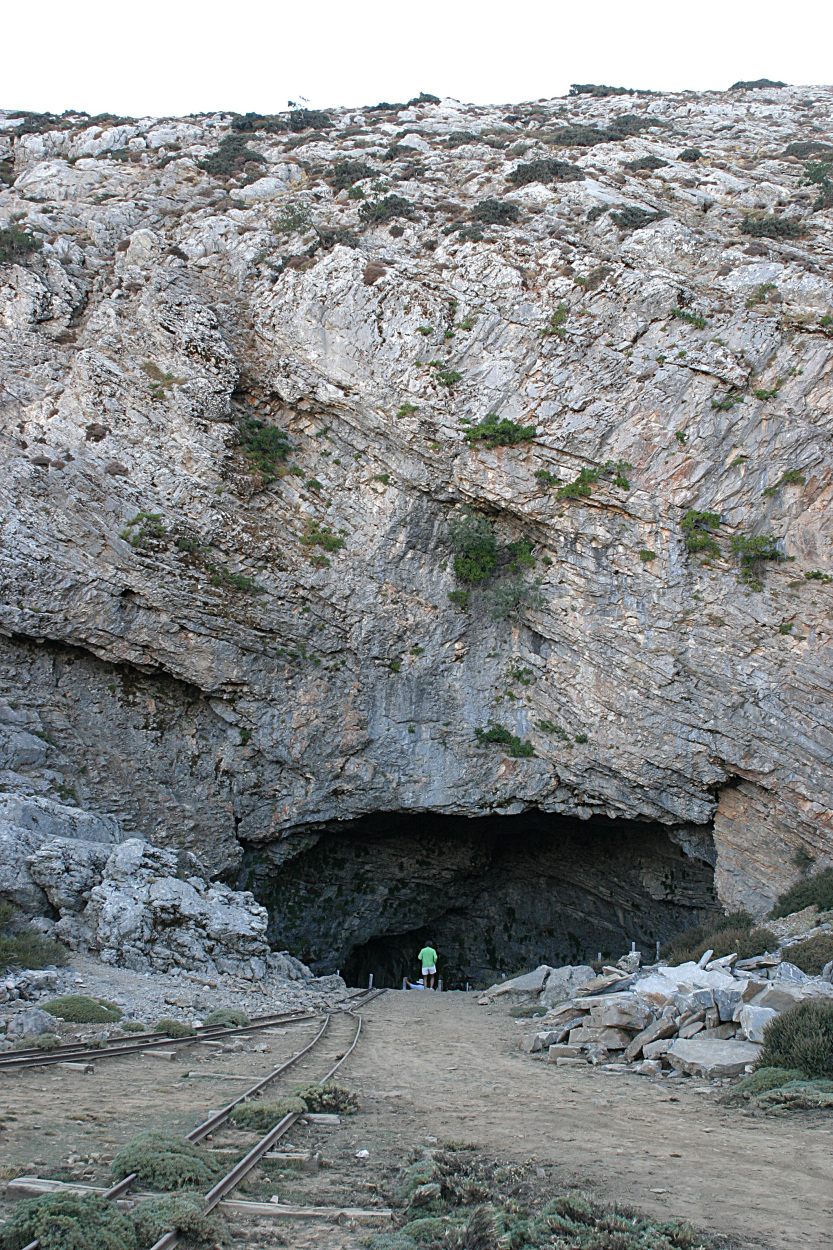
L'entrada a la cova d'Ida

La Cova d'Ida (grec: Ιδαίον Άντρον) és un sistema de coves a les faldes del Mont Ida a l'illa de Creta. Té una sola entrada i un interior amb estalagmites i estalactites. A l'antiguitat era un centre de culte a Zeus, perquè segons la mitologia era aquí on la seva mare Rea el va amagar per a protegir-lo de son pare Cronos. El mateix mite se situa també a la Cova de Dicte.
Es deia que aquesta cova era propietat de les abelles, que són sagrades perquè van alimentar Zeus. Un dia, els lladres Laios, Cèrber i Egoli, acompanyats de Celeu, hi van voler entrar pensant que trobarien molta de mel. Es van vestir de cap a peus amb protectors de bronze i van entrar a la cova per treure'n la mel. Però també van veure els bolquers de Zeus, i les peces de bronze es van trencar. Zeus va fer sentir el seu tro i anava a enviar un llamp, però el Destí i Temis ho van impedir, car no era lícit que a la cova hi morís ningú. Zeus els va convertir tots en ocells: Laios en una merla, Celeu en una cornella, Egoli en un trencalòs i Cèrber en un ocell que en grec també es diu Cèrber. Aquests ocells eren de bon averany, perquè havien sortit de la cova sagrada.